# NV Araçatuba (M-18)
O NV Araçatuba é um navio-varredor operado pela Marinha do Brasil e a quarta embarcação da Classe Aratu.

## Construção
Construído na Alemanha pelo Estaleiro Abeking & Rasmussen, na cidade de Lemwerder, seguiu o projeto original da Classe Schütze em uso naquele país. Foi o quarto de uma série de seis embarcações encomendados pela Marinha do Brasil, desta classe.

## Origem do nome
O nome é uma homenagem a cidade de Araçatuba do interior do Estado de São Paulo. Este nome vem  do fruto araça, acrescido do sufixo tuba, que em língua indígena significa bastante. É o segundo navio na Marinha do Brasil a utilizar este nome, o primeiro foi Barca Canhoneira Araçatuba (1825).